# Фейт (собака)

Цуценя Фейт

Фейт (англ. Faith,  українською — Віра) — так звуть собаку-інваліда, що проживає в місті Манассас (штат Вірджинія, США). Фейт вміє  ходити вертикально. Живе зі своєю господинею — Джуд Стрінгфеллоу (Jude Stringfellow). Фейт народився в грудні 2002 року без передніх лап. Прославився тим, що виступає в школах, госпіталях і інших місцях, і надихає людей-інвалідів, що залишилися без рук і ніг, долати свої недуги. У Фейт є власний юрист, який представляє його інтереси в шоу-бізнесі.

## Біографія

Фейт на телешоу

Сім'я Стрінгфеллоу з Оклахома-Сіті, взяла Фейт, помісь лабрадора і чау-чау, коли собаці було 3 тижні. Мама цуценя відмовлялася годувати. Щеня народився з природженим дефектом, який перешкоджав розвитку його передніх лап . За іншою версією собака народився з висушеною передньою лівою ногою, а права передня нога була видалена у зв'язку з сильною травмою цвяхами . З метою прищеплення собаці почуття рівноваги собаку вчили кататися на скейтборді. Незабаром передні лапи відмерли, і вони були ампутовані.
Коли син 46-річної Джуд Стрінгфеллоу приніс цуценя додому, вона кинула викладацьку роботу в штаті Оклахома, щоб займатися Фейт. Стрінгфеллоу організувала свій фонд і протягом довгого часу збирала пожертви, які передавала на рахунок благодійних установ.